# Томаш Мајевски
Томаш Мајевски (пољ. Tomasz Majewski; Насјелск, 30. август 1981) је пољски атлетичар, двоструки олимпијски победник у бацању кугле. Олимпијски победник је постао 2008. године у Пекингу, а четири године касније у Лондону 2012. поновио је идентичан успех. На Светско првенству 2009. године у Берлину освојио је сребрну медаљу, а са Светских дворанских првенстава Пољској је донео бронзане медаље у два наврата. 2009. године у Торину постао је Европски дворански шампион, а годину дана касније у Барселони је објединио Европску титулу и на отвореном. Рекордер је Пољске и на отвореном и у дворани.